# Протока Мурты
Протока Мурты — протока в России, в Верхнекамском районе Кировской области. Соединяет Каму и Порыш, который в нижнем течении сближается с Камой.
Длина протоки — 7,4 км. Отделяется от левого берега Камы ниже посёлка Перерва. Течёт по старицам на север. Окончание протоки находится в 14 км по правому берегу Порыша. Поскольку начало протоки выше окончания на 0,2 м, в ней существует очень слабое течение от Камы к Порышу. Ширина протоки около 25 метров.

## Данные водного реестра
По данным государственного водного реестра России относится к Камскому бассейновому округу, водохозяйственный участок реки — Кама от истока до водомерного поста у села Бондюг, речной подбассейн реки — бассейны притоков Камы до впадения Белой. Речной бассейн реки — Кама.
Код объекта в государственном водном реестре — 10010100112111100001358.